# Enmonodiops ochrodiscata
Enmonodiops ochrodiscata là một loài bướm đêm trong họ Noctuidae.